# 国务院应急管理专家组
国务院应急管理专家组是中华人民共和国国务院办公厅下属国务院应急管理办公室成立的应急科学专家组。该专家组成立于2006年，成立大会暨第一次全体会议于2006年12月31日在北京举行。专家组第一批专家共40名，涉及事故灾难、自然灾害、社会安全、公共卫生和综合管理5大类33个领域。首任专家组组长为闪淳昌。

## 专家组组长
- 闪淳昌（国家减灾委员会专家委员会副主任、国务院参事）[3]

## 专家组成员
- 张侃（中国科学院心理研究所所长、研究员）（2008年前后）[4]
- 李烈荣（三峡库区地质灾害防治工作领导小组办公室主任、教授）[4]
- 吴孔明（中国农业科学院植物保护研究所所长、研究员）[4]
- 任孝鹏（中国科学院心理研究所副教授）[4]
- 刘铁民（中国安全生产科学研究院院长，研究员）[5]
- 许开立（东北大学教授，国家安全生产专家组专家，国家安全生产监督管理总局危险化学品生产安全专家，国家安全评价技术专家，辽宁省安全应急管理专家组组长）[6]
- 董关鹏（清华大学新闻与传播学院院长助理兼全球新闻研究室主任）

……